# Tomáš Jaroš
Tomáš Jaroš, es un campanelista checo del siglo XVI.
Algunos de sus grandes trabajos se pueden admirar en Castillo de Praga, República Checa. Fue el creador de la campana más grande de la Catedral de San Vito, que se llama Sigmund (Zikmund en checo). Esta campana tiene 18 tonos y está situada en la primera planta de la torre de las campanas en la catedral. Otro elemento famoso de Tomáš Jaroš es la Fontana Cantadora, que está situada en el Jardín Real. Esa fontana fue idea del artista renacencista italiano Francesco Terzo.

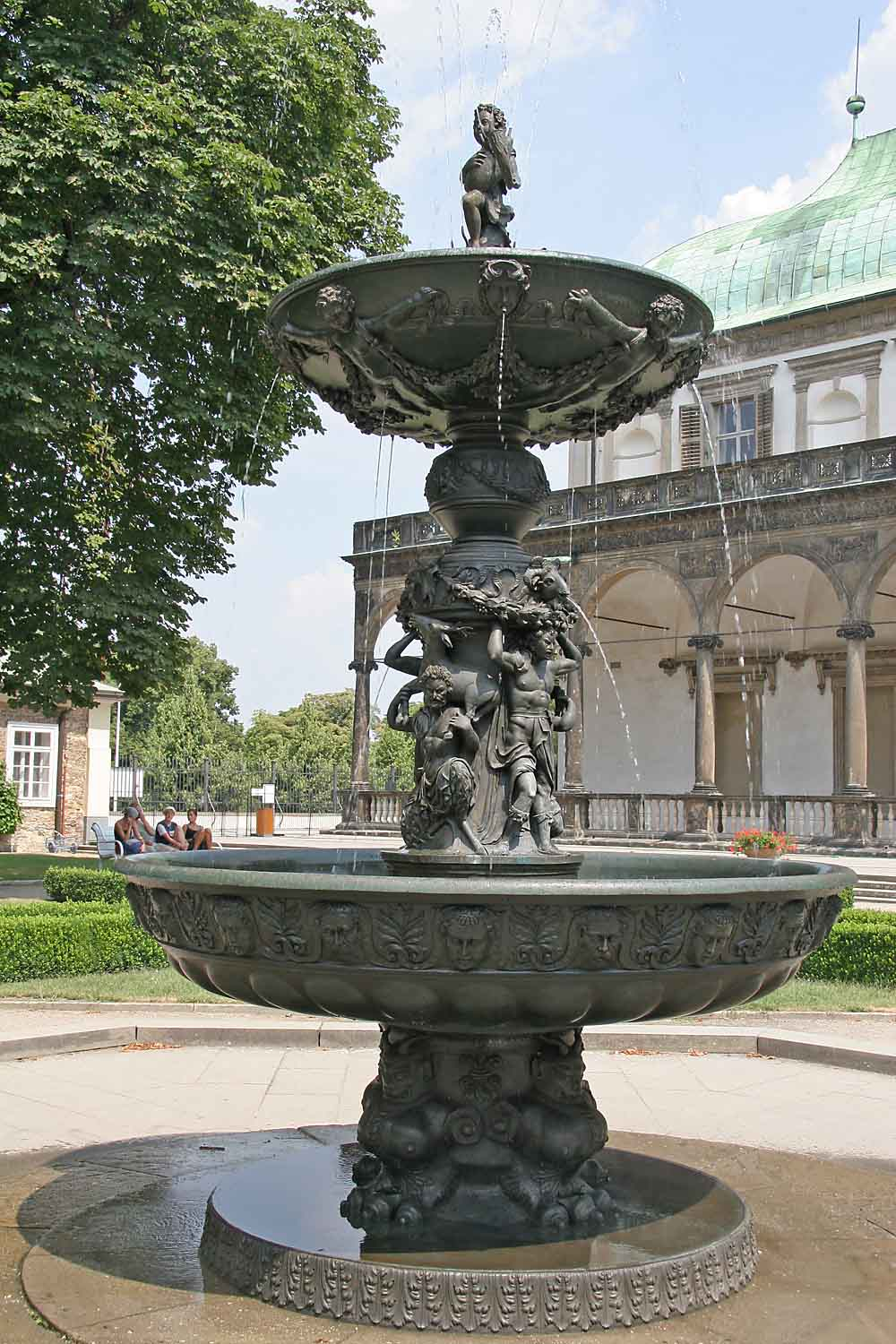
Fontana Cantadora
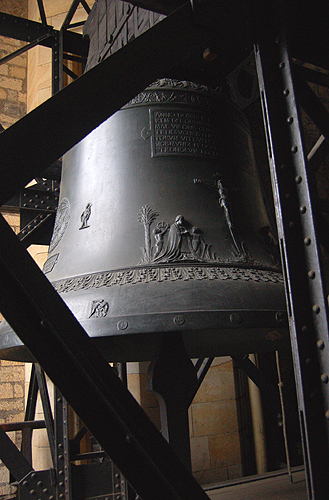
Campana Zikmund, en la Catedral de San Vito (Praga)

- Datos: Q5683263